# Адрі ван Край
Адрі ван Край (нід. Adrie van Kraay, нар. 1 серпня 1953, Ейндговен) — нідерландський футболіст, що грав на позиції захисника.
Виступав, зокрема, за клуб ПСВ, а також національну збірну Нідерландів.
Триразовий чемпіон Нідерландів. Володар Кубка УЄФА.

## Клубна кар'єра
У дорослому футболі дебютував 1971 року виступами за команду клубу ПСВ, в якій провів одинадцять сезонів, взявши участь у 309 матчах чемпіонату. Більшість часу, проведеного у складі ПСВ, був основним гравцем захисту команди.
Протягом 1982—1984 років захищав кольори команди клубу «Ватерсхей Тор».
Завершив професійну ігрову кар'єру у клубі «Базель», за команду якого виступав протягом 1984—1985 років.

## Виступи за збірну
У 1975 році дебютував в офіційних матчах у складі національної збірної Нідерландів. Протягом кар'єри у національній команді, яка тривала 5 років, провів у формі головної команди країни 17 матчів.
У складі збірної був учасником чемпіонату Європи 1976 року в Італії, на якому команда здобула бронзові нагороди, чемпіонату світу 1978 року в Аргентині, де разом з командою здобув «срібло».

## Титули і досягнення
- Чемпіон Нідерландів (3):

ПСВ: 1974–75, 1975–76, 1977–78
- Володар Кубка Нідерландів (2):

ПСВ: 1973–74, 1975–76
- Володар Кубка УЄФА (1):

ПСВ: 1977–78
- Віце-чемпіон світу: 1978